# Mourad Karouf
Mourad Karouf (en tifinagh : ⵎⵓⵔⴰⴷ ⴽⴰⵔⵓⴼ) né le 27 décembre 1968 à Tizi Ouzou est un ancien footballeur international algérien devenu ensuite entraîneur de football. 

## Carrière
Durant les tours préliminaires en 1994, Mourad Karouf est sélectionné, il prend un carton rouge durant les éliminatoires, mais le sélectionneur national le fera jouer le match suivant (une rencontre Algérie - Sénégal, disputée au stade de l'Amitié à Dakar), ce qui vaudra à l'Algérie une disqualification de la CAN 1994 au profit du Sénégal, l'ancien international algérien nie et dit que c'est un problème administratif.

## Palmarès

### En tant que joueur
- Champion d'Algérie en 1989 et 1990 avec la JS Kabylie.
- Vice-champion d'Algérie en 1988 avec la JS Kabylie.
- Vainqueur de la Coupe d'Algérie en 1992 et 1994 avec la JS Kabylie.
- Finaliste de la Coupe d'Algérie en 1991 avec la JS Kabylie.
- Vainqueur de la Supercoupe d'Algérie en 1992 avec la JS Kabylie.
- Vainqueur de la Supercoupe d'Algérie en 1994 avec la US Chaouia.
- Vainqueur de la Ligue des champions de la CAF en 1990 avec la JS Kabylie.
- Accession en Ligue 1 en 1997 avec l'USM Blida.
- Accession en Ligue 1 en 1998 avec la JSM Tébessa.

### En tant qu'entraîneur
- Champion de deuxième division algérienne avec l'Olympique Akbou dans le Groupe Centre-Est en 2024.

- Champion de troisième division algérienne avec l'Olympique Akbou dans le Groupe Centre-Est en 2023.